# 127e brigade de défense territoriale
La 127e brigade mécanisée lourde, (en ukrainien : 127-ма окрема важка механізована бригада, abrégé en 127 ОВМБр unité militaire A7383) anciennement la 127e brigade de défense territoriale (en ukrainien : 127-та окрема бригада територіальної оборони, unité militaire A7383) est une formation militaire en temps de paix de la Force de défense territoriale des forces armées ukrainiennes, fondée en mars 2022 et basée à Kharkiv. La brigade fait partie de la direction régionale « Est » de la Force de défense territoriale.

## Historique

### Invasion russe de l'Ukraine

#### Secteur de Kharkiv (février 2022 - février 2023)
À partir du 24 février 2022, la 127e brigade de défense territoriale participe à la bataille de Kharkiv au début de l'invasion à grande échelle où elle épaule notamment la 92e brigade mécanisée, ces bataillons se répartissant dans les différents secteurs de la ville. Le 227e bataille assure une partie de la défense à l'Est de la ville autour de Mala Rohan. La brigade participent ensuite au mois d'avril au contre-attaque en périphérie de la ville, libérant les localités de Verkhniy Saltiv, Zamuilyvka, Bayrak et Rubizhne. Le 4 mai 2022, lors des combats pour Stary Saltiv, les combattants du 227e bataillon détruisent le dernier char russe T-90M « Proryv » pour la première fois depuis le début de l'invasion russe. Stary Saltiv, sur les bords du Donets est libéré par la brigade le 14 mai. Au nord, les forces russes sont également repoussés, le 229e bataillon libérant Tsyrkouny.
En septembre 2022, la brigade participe à la contre-offensive des forces armées ukrainiennes dans l'oblast de Kharkiv. Deux jours avant l'offensive générale, le 227e du bataillon prennent d'assaut la zone fortifiée ennemie dans le secteur de Velyki Prokhody afin de bloquer les forces ennemies et d'empêcher l'arrivée de renforts sur d'autres secteurs du front. La brigade parvient ensuite à libérer l'ensemble de la zone au nord de Kharkiv repoussant les troupes russes jusqu'à la frontière lançant l'offensive depuis Borschova et Vesele. Les 225e et 247e bataillon libère les villages de Lyptsy, Hlyboke et Strelech. Selon le commandant de la brigade Roman Hrychtchenko (uk), pendant les hostilités à la mi-février 2023, les unités de la brigade s'emparent d'une grande partie du matériel russe récupéré lors des combats ou pris après la fuite des Russes : chars, véhicules blindés de transport de troupes, véhicules de combat d'infanterie, MT-LB. La brigade reste ensuite postionnée à la frontière. En février 2023, avec l'aide du Congrès mondial ukrainien, la brigade reçoit des véhicules blindés de transport de troupes britanniques FV-103 Spartan,. Selon les journalistes de Suspilne, la 127e brigade de défense territoriale distincte devient la première brigade mécanisée de défense territoriale d'Ukraine.

#### Bataille de Bakhmout (février - mai 2023)
Début 2023, ses bataillons sont envoyés par rotation dans le secteur de Bakhmout. Le 227e bataillon y reste de façon quasi-permanente pendant plus de 3 mois subissant d'intenses combats contre le Groupe Wagner aux alentours d'Ivaniske. Le bataillon parvient à faire plusieurs prisonniers. Pendant la bataille, le chef des communications de la brigade, le lieutenant-colonel Viktor Nasikovs'kyj, est tué au combat le 18 avril. Le 225e bataillon mène également de violents combats sur la pince nord de la ville près d'Orikhovo-Vasylivka et Zaliznyans'ke au nord-ouest de Bakhmout où il est temporairement relayé par les 229e et 247e bataillons. Le 225e bataillon retourne ensuite en première ligne durant tous le mois de juin alors que débute la contre-offensive ukrainienne fixant les Russes sur la E40. En juillet, fort de leurs expériences acquises au combat notamment à Bakhmout, le 225e bataillon est transfomé en unité d'assaut et transféré à l'armée de terre ukrainienne. À cette période, la brigade se positionne près de Velyka Novossilka où la contre-offensive est en cours.

#### Retour à Kharkiv et transformtion en brigade mécanisée
La brigade est ensuite renvoyé vers la frontière russe dans l'Oblast de Kharkiv. En juillet 2024, avec les 125e brigade et 128e brigade de défense territoriale elles sont transférés sous commandement de l'armée de terre ukrainienne en vue de leurs mécanisation. Pendant cette période, ses unités aperçus entre les secteurs de Koupinask et Vovtchansk. En juillet 2025, la brigade est officiellement transformée en brigade mécanisée lourde, soit une structure de 2 bataillons de chars, deux bataillons mécanisés et deux bataillons de fusiliers. Le 226e bataillon est la première unité connu ayant changé, devenu le 1er bataillon de char de la brigade.

## Structure

### Ordre de bataille

#### 2022 - 2025
- État-major de la brigade[13] ;
  - 
    -  Compagnie de protection du QG ;

  -  226e bataillon de défense territoriale unité militaire А7401 ;
  -  227e bataillon de défense territoriale (uk) unité militaire А7402 ;
  -  228e bataillon de défense territoriale (uk) unité militaire А7403 ;
  -  229e bataillon de défense territoriale (uk) unité militaire А7404 ;
  -  247e bataillon de défense territoriale (uk) unité militaire А4085
  -  249e bataillon de défense territoriale[14].
  -  622e bataillon de défense territoriale[15].
  -  Bataillon de drones "Kondor"
  -  Compagnie pénale "Shkval"
  -  Compagnie de logistique
  -  Compagnie du génie
  -  Batterie de mortier
  -  Batterie de défense anti-aérienne
  -  Compagnie de transmission
  -  Compagnie médicale

Unité transférée :
- 225e bataillon de défense territoriale unité militaire А7400, transféré en juillet 2023 à la 115e brigade mécanisée[16].

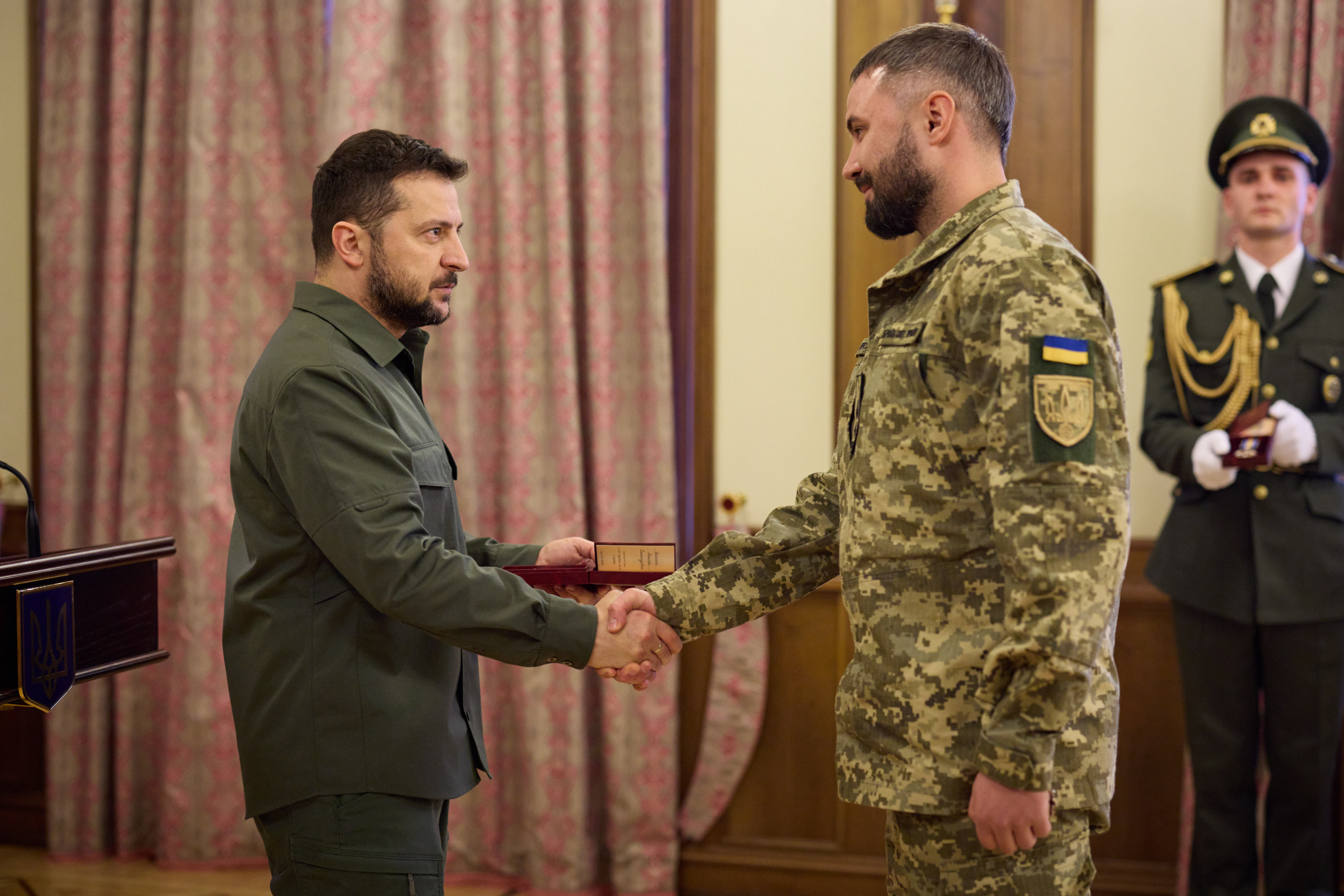
À gauche, le président Zelensky lors d'une remise de médaille,
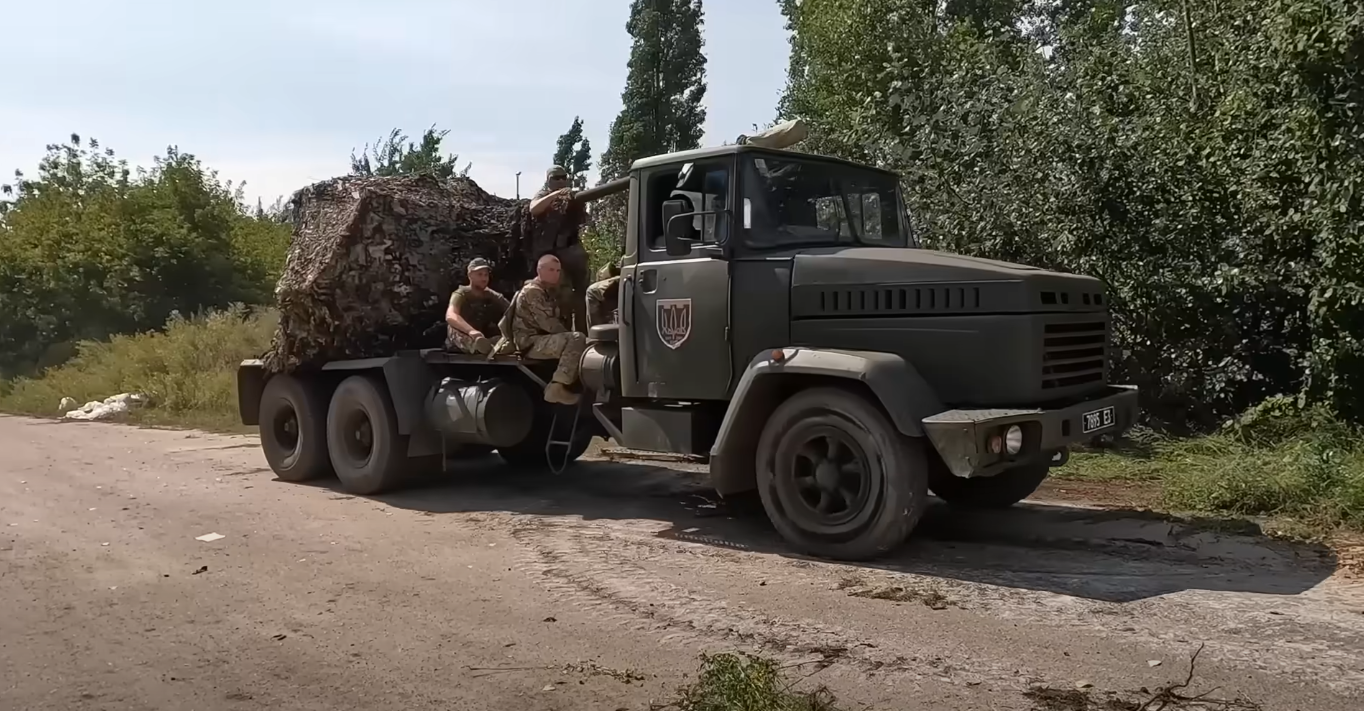
avec un canon antiaérien AZP S-60 sur camion
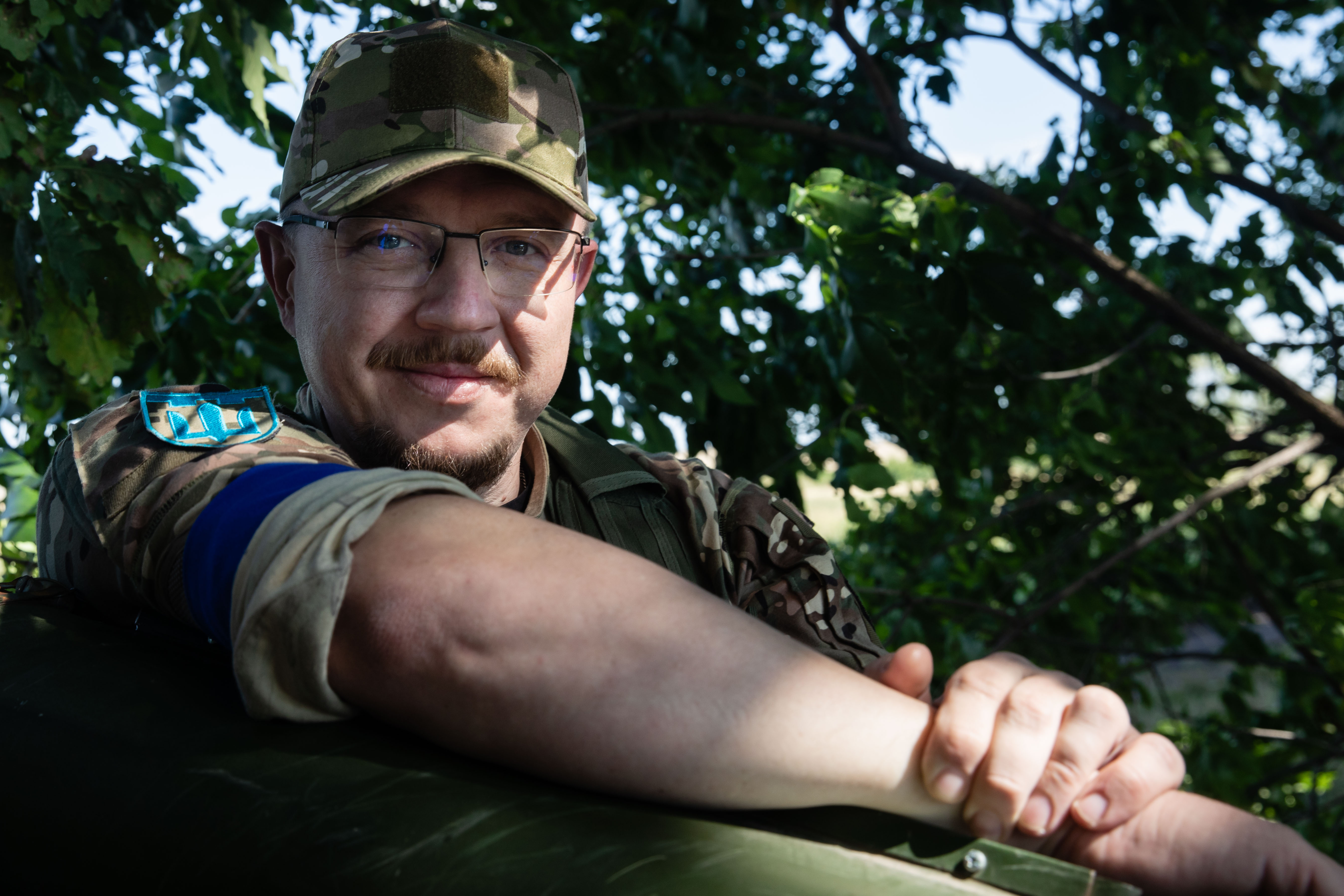
et son colonel en 2022.

#### Équipements
- Chars T-72B3 capturés à la Russie
- Véhicules de combats d'infanterie BMP-2 et BMP-1, blindés de transport de troupes MT-LB.
- Artillerie automoteur 2S3 Akatsia, artillerie tractée KS-19.

### Chefs de corps
- Colonel Roman Hrychtchenko (uk) (mars 2022-juillet 2023)[17]
- Colonel Dmytro Yaroshenko (uk) (juillet 2023-octobre 2023)
- Colonel Yurii Krupko (octobre 2023)

## Traditions

### Insignes d'arme de la brigade et des bataillons
Description de l'insigne :

Insigne d'arme de la brigade

- insigne d'arme L'insigne en 2024 est constitué d’un écu de forme britannique marron clair meublé d'un mur crénelé marron foncé. Au centre se trouve écrit le mot Kharkiv (en ukrainien : Харкiв) stylisé pour prendre la forme du Trident ukrainien. La base du trident est constituée d'un rond partagé en deux, portant dans la partie haute le numéro de la brigade (127) et dans la partie basse les lettres ТrО (en ukrainien : ТрО), abréviation de défense territoriale (en ukrainien : територіальної оборони). Le rond des bataillons porte lui le numéro du bataillon[18].

Symbolique des figures utilisées :
- L’élément central, le mot Kharkiv stylisé en forme de Trident ukrainien, symbolise la ville de Kharkiv et sa fierté de l'indépendance ukrainienne[18].
- Le mur crénelé symbolise la stabilité et la fermeté. C'est également le symbole des forces territoriales[18].

### Honneurs
Le 29 septembre 2022, le métropolite Épiphane d'Ukraine de l'Église orthodoxe d'Ukraine décerne à la brigade l'Ordre du Saint Grand Martyr Youri le Victorieux (uk).